# Ole Kristiansen
Ole Kristiansen (* 10. Juni 1965 in Aasiaat) ist ein grönländischer Musiker.

## Leben
Ole Kristiansen ist der Sohn des Zimmermanns Mathias Godmann Gustav Villads Kristiansen († 2011) und der Büroassistentin Johanne Marie Cecilie Lange. Er schloss 1985 die Schule in Aasiaat ab. Im Folgejahr begann er eine Ausbildung zum Journalisten, die er 1988 abbrach. 1986 begann er an seinem Debütalbum Isimiit iikkamut zu arbeiten, das er 1988 fertigstellte und 1989 veröffentlichte. Das Lied Zoo inuillu wurde bei MTV gespielt und erreichte so ein größeres Publikum. Das Album wurde über 10.000 Mal verkauft, bei einer Bevölkerung von rund 50.000 Einwohnern in Grönland. 1990 durfte er auf dem Roskilde-Festival auftreten. Von 1993 bis 1997 war er Miteigentümer des Labels Sermit Records. Von 1998 bis 2001 war er Mitorganisator des Nipiaa Rockfestival in Aasiaat. Sein bisher jüngstes Album ist Qasapip ullua kingulleq von 2011 benutzt Texte von Villads Villadsen und führte zu einem Theaterkonzert, das 2012 in Ilulissat, Sisimiut und Nuuk aufgeführt wurde.
Ole Kristiansens Texte waren erstmals in Grönland weniger politisch geprägt und behandeln Themen auf persönlicher Ebene. Sie sind lyrischer geschrieben und weisen eine Vielzahl an Metaphern auf. Insgesamt ist seine Musik deutlich internationaler ausgerichtet.
Ole Kristiansen erhielt 1991 den Koda Award und 2009 dessen Ehrenpreis. 2012 erhielt er den grönländischen Kulturpreis. 2025 wurde er von der grönländischen Regierung als einer von vier Künstlern mit einem neueingeführten Ehrenstipendium ausgezeichnet. Sein Schwager ist der Politiker Peter Olsen (* 1961).

## Diskografie (Alben)
- 1989: Isimiit iikkamut („Vom Auge an die Wand“)
- 1991: Pop uummataaruffimmi („Pop, wo das Herz verloren gegangen ist“)
- 1997: Ullungullu illungullu inuuningullu tumerparpaartoralungit („Unsere Tage und unsere Häuser und unsere Leben als Schlagzeuger“)
- 2004: Qaqqat asiilasut („Geräumige Berge“)
- 2008: Kikiak („Nagel“)
- 2011: Qasapip ullua kingulleq („Qasapis letzter Tag“)